# Politik i Inre Mongoliet

Inre Mongoliets läge i Kina.

Den politiska makten i Inre Mongoliet utövas officiellt av den autonoma regionens folkregering, som leds av den regionala folkkongressen och ordföranden i regionen. Dessutom finns det en regional politiskt rådgivande konferens, som motsvarar Kinesiska folkets politiskt rådgivande konferens och främst har ceremoniella funktioner.
Enligt Folkrepubliken Kinas konstitution från 1982 är Inre Mongoliet en autonom region i vilken den mongoliska folkgruppen åtnjuter långtgående autonomi även om konstitutionen utesluter möjligheten till självständighet. Den autonoma regionen Inre Mongoliet befinner sig administrativt på provinsnivå, vilket betyder att ordföranden i Inre Mongoliet är jämställd med guvernörerna i landets övriga provinser. I Folkregeringen har de mongoliska folkgruppen en ledande ställning och ordföranden är i regel mongol. Sedan 2021 innehas posten av Wang Lixia.
I praktiken utövar dock den regionala avdelningen av Kinas kommunistiska parti den avgörande makten i Inre Mongoliet och partisekreteraren i regionen har högre rang i partihierarkin än ordföranden. Partiapparaten domineras av hankineser och partisekreteraren har med ett undantag alltid varit hankines. Sedan 2022 innehas den posten av Sun Shaocheng.

## Partisekreterare
1. Ulanhu (乌兰夫): 1947-1966
2. Xie Xuegong (解学恭): 1966－1967
3. Teng Haiqing (滕海清): 1968－1969
4. Zheng Weishan (郑维山): 1969－1971
5. You Taizhong (尤太忠): 1971－1978
6. Zhou Hui (周惠): 1978－1986
7. Zhang Shuguang (张曙光): 1986－1987
8. Wang Qun (王群): 1987－1994
9. Liu Mingzu (刘明祖): 1994－2001
10. Chu Bo (储波): 2001－2009
11. Hu Chunhua (胡春华): 2009–2012
12. Wang Jun (王君): 2012–2016
13. Li Jiheng: 2016–2019
14. Shi Taifeng: 2019–2022
15. Sun Shaocheng: 2022-

## Inre Mongoliets ordförande
1. Ulanhu (乌兰夫): 1947－1966
2. Teng Haiqing (滕海清): 1967－1971
3. You Taizhong (尤太忠): 1971－1978
4. Kong Fei (孔飞): 1978－1982
5. Buhe (布赫): 1982－1993
6. Uliji (乌力吉): 1993－1998
7. Yun Bulong (云布龙): 1998－2000
8. Uyunqimg (乌云其木格): 2000－2003
9. Yang Jing (杨晶): 2003-2008
10. Bagatur (巴特尔): 2008-2016
11. Bu Xiaolin: 2016–2021
12. Wang Lixia: 2021–